# Вільяррика (Чилі)
Вильяррика (ісп. Villarrica) — місто в Чилі. Адміністративний центр однойменної комуни. Населення - 27408 осіб (2002). Місто і комуна входить до складу провінції Каутин і регіону Арауканія.
Територія комуни – 1291,1 км². Чисельність населення - 52934 осіб (2007). Щільність населення - 41 чол./км².

## Розташування
Місто розташоване на південно-західному узбережжі однойменного озера за 69 км на південний схід від адміністративного центру області міста Темуко.
Комуна межує:
- на півночі - з комуною Кунко
- на сході - з комуною Пукон
- Півдні — з комуною Пангіпульї
- на заході - з комунами Пітруфкен, Лонкоче
- на північному заході - з комуною Фрейре

## Демографія
Згідно з відомостями, зібраними в ході перепису Національним інститутом статистики, населення комуни становить 52934 осіб, з яких 26439 чоловіків та 26495 жінок.
Населення комуни становить 5,65% від загальної чисельності населення регіону Арауканія. 34,73% належить до сільського населення та 65,27% - міське населення.
2002 року 17,2 % населення комуни становили корінні мешканці, індіанці мапуче.

### Важнейшие населенные пункты коммуны
- Вильярика (місто) - 27 408 мешканців
- Лікан-Рай (селище) - 2169 мешканців
- Ньянкуль (селище) — 1282 мешканців

1. ↑  https://web.archive.org/web/20180902151813/https://resultados.censo2017.cl/Region?R=R09